# Herman Beysens
Herman Beysens (Essen, província d'Anvers, 27 de maig de 1950) va ser un ciclista belga, que fou professional entre 1971 i 1981. De la seva carrera esportiva destaca la victòria al Circuit de les Ardenes flamenques - Ichtegem.

## Palmarès
- 1971
  - 1r a Seraing-Aix-Seraing
  - Vencedor d'una etapa a la Volta a Bèlgica amateur
- 1972
  - 1r a Malderen
- 1974
- 1r a Essen
- 1r a Arendonk
- 1975
- 1r a Oostakker
- 1977
  - 1r al Circuit de les Ardenes flamenques - Ichtegem
- 1r a Sleidinge
- 1r a Essen
- 1980
- 1r a Oostduinkerke
- 1r al GP Eugeen Roggeman (Stekene)
- 1981
  - 1r al Circuit de Niel

### Resultats al Tour de França
- 1972. 23è de la classificació general
- 1975. Abandona (20a etapa)
- 1976. 62è de la classificació general
- 1978. 44è de la classificació general
- 1979. Ni surt (18a etapa)
- 1981. 79è de la classificació general

### Resultats a la Volta a Espanya
- 1979. 15è de la classificació general
- 1980. Abandona

### Resultats al Giro d'Itàlia
- 1977. 65è de la classificació general